# Deutscher Fantasy Preis
Der Deutsche Fantasy Preis ist ein Literaturpreis, der seit 1979 vom Ersten Deutschen Fantasy Club e. V. an Autoren, Verleger und Übersetzer im Bereich der Fantasy-Literatur vergeben wird, um damit die Verdienste von Persönlichkeiten um die Fantasy-Literatur im deutschsprachigen Raum zu würdigen. Von 1992 bis 2008 wurde der Preis jedes vierte Jahr von der Stadt Passau dotiert, wenn er im Rahmen des Kongresses der Phantasie vergeben wurde.

## Preisträger
| Jahr | Preisträger                                                                                  | Begründung |
| ---- | -------------------------------------------------------------------------------------------- | --- |
| 1979 | Heinz Pollischansky                                                                          | für die Förderung der Fantasy-Literatur im deutschen Sprachbereich als Herausgeber von Prinz Eisenherz. |
| 1980 | Ernst Vlcek                                                                                  | für die Förderung der Fantasy-Literatur im deutschen Sprachbereich durch sein kreatives Engagement für die Fantasy als Gestalter der Mythor-Serie des Pabel-Verlages. |
| 1981 | Michael Görden                                                                               | für die Förderung der Fantasy-Literatur im deutschen Sprachbereich durch sein herausragendes Engagement als Herausgeber des Bastei-Verlages. |
| 1982 | Helmut W. Pesch                                                                              | für seine grundlegende Arbeit "Fantasy – Theorie und Geschichte einer literarischen Gattung". |
| 1983 | Peter Wilfert                                                                                | für seine engagierte Förderung der deutschsprachigen Fantasy-Literatur als Herausgeber der Goldmann Fantasy Reihe. |
| 1984 | Wolfgang Jeschke                                                                             | für die Förderung der Fantasy-Literatur im deutschen Sprachbereich und seine Bemühungen um originalgetreue und ungekürzte Übersetzungen im Taschenbuchbereich. |
| 1985 | Hubert Straßl                                                                                | für seine Verdienste um die Phantastische Literatur durch die Begründung der deutschen Fantasy-Fangemeinschaft und durch sein Werk als Autor und Herausgeber. |
| 1986 | Waldemar Kumming                                                                             | für seine Verdienste um die Phantastik durch die Herausgabe des Nachrichten-Magazines Munic Round Up seit den 1950er Jahren. |
| 1987 | Michael Ende                                                                                 | für seine Romane und Erzählungen, mit denen er der deutschen phantastischen Literatur internationale Beachtung verschafft hat. |
| 1988 | Frederik Hetmann                                                                             | für seine herausragende Arbeit als Übersetzer, Herausgeber und Schriftsteller im Bereich der phantastischen Literatur. |
| 1989 | Corian Verlag                                                                                | dem Corian Verlag und den Herausgebern Joachim Körber, Norbert Stresau und Heinrich Wimmer für ihre Verdienste um die phantastische Literatur im deutschen Sprachbereich durch die Konzeption und beharrliche Verwirklichung der Loseblattwerke zur phantastischen Literatur und zum phantastischen Film.                            |
| 1990 | Thomas Le Blanc                                                                              | für seine Verdienste um die phantastische Literatur im deutschen Sprachbereich als Begründer und Betreuer der Tage der Phantastik in Wetzlar und der phantastischen Bibliothek Wetzlar. |
| 1991 | Hermann Urbanek                                                                              | für seine Verdienste um Science Fiction und Phantastik im deutschen Sprachbereich durch seine umfassenden biographischen und bibliographischen Arbeiten. |
| 1992 | Otfried Preußler                                                                             | für sein literarisches Gesamtwerk, mit dem er vielen jugendlichen Lesern die Welt der Sagen und Legenden und das Zauberreich der Phantasie eröffnet hat, ihren Dank und Anerkennung aus |
| 1993 | Franz Rottensteiner                                                                          | für seine Verdienste um die Phantastische Literatur durch die Herausgabe der kritischen Literaturzeitschrift Quarber Merkur seit den sechziger Jahren. |
| 1994 | Winfried Petri                                                                               | für seine Verdienste um Science Fiction und Phantastik, indem er die Fangemeinschaft über viele Jahrzehnte hinweg an seinem umfassenden und profunden Wissensschatz teilhaben ließ. |
| 1995 | Walter Ernsting                                                                              | für seine Verdienste um Science Fiction und Phantastik im deutschen Sprachbereich durch seine wegweisende Tätigkeit als Herausgeber und Redakteur in den 1950er und 1960er Jahren, durch die Begründung der deutschen Fangemeinschaft und durch sein Werk als Autor.                                                                 |
| 1996 | Carl Amery                                                                                   | für sein literarisches Gesamtwerk, in dem er durch ein kritisch-phantastisches Spiel mit Historie und Zukunft seine Leser zum Bewahren von Natur und Menschlichkeit ermutigt. |
| 1997 | Gisbert Kranz                                                                                | für seine Verdienste um das Werk der vier Inklings-Autoren J.R.R. Tolkien, C.S. Lewis, Charles Williams und Gilbert K. Chesterton. |
| 1998 | Erika Fuchs                                                                                  | für ihre kongeniale Übersetzung der Werke von Carl Barks, mit denen sie Generationen von Kindern und Erwachsenen erfreut hat. |
| 1999 | Hansrudi Wäscher                                                                             | für seine Comicschöpfungen, mit denen er in der tristen Nachkriegszeit Licht in die Herzen der Kinder brachte. |
| 2000 | Herbert Rosendorfer                                                                          | für seine phantastischen Erzählungen, in denen er in grotesk-surrealer Weise der Gesellschaft einen Spiegel vorhält. |
| 2001 | Angela und Karlheinz Steinmüller                                                             | für die Verbreitung der phantastischen Literatur in zwei verschiedenen Gesellschaftssystemen sowie ihre Zukunftsperspektiven. |
| 2002 | Jörg Weigand                                                                                 | für seine bahnbrechende Erforschung des Pseudonymwesens und der Leihbuchkultur sowie für seine unzähligen Artikel, in denen er die phantastische Literatur in all ihren Facetten beleuchtete. |
| 2003 | Gerhard Braunsperger und Christian Bildner                                                   | für die Gründung des eBook-Verlags readersplanet, mit der sie der phantastischen Literatur ein zukunftsweisendes Medium erschlossen und damit auch längst vergriffene Titel dem heutigen Publikum wieder zugänglich machten. |
| 2004 | Rainer Erler                                                                                 | für das Aufzeigen neuer Wege sowohl in der phantastischen Literatur als auch im phantastischen Film. |
| 2005 | Jörg Martin Munsonius, Werner Fuchs, Ronald M. Hahn, Hermann Urbanek und Hans Joachim Alpers | für die Herausgabe des Lexikons der Fantasy-Literatur |
| 2006 | Jörg Kaegelmann                                                                              | für seine langjährige Tätigkeit als Verleger phantastischer Literatur aller Spielarten im Blitz-Verlag. |
| 2007 | Frank Rainer Scheck                                                                          | für die Herausgabe phantastischer Literatur bei den Verlagen DuMont und Blitz, wobei er die Leser mit vielen interessanten Wiederentdeckungen bekannt machte. |
| 2008 | Herbert W. Franke                                                                            | für sich über ein halbes Jahrhundert sich erstreckendes literarisches Schaffen, in dem er den Begriff Science Fiction beim Wort nahm und, in der deutschen SF-Literatur einzigartig, einen Brückenschlag zwischen Kunst und Wissenschaft vollzog, insbesondere schon virtuelle Räume erforschte, als sie noch nicht Zeitgeist waren. |
| 2009 | Friedel Wahren                                                                               | für die Förderung anspruchsvoller Fantasy und neuer Talente als langjährige Herausgeberin der Fantasyreihen der Verlage Heyne und Piper. |
| 2010 | Viktor Farkas                                                                                | für seine vielseitigen Sachbücher über phantastische Phänomene und seine langjährige Aktivität im österreichischen Science-Fiction-Fandom. |
| 2011 | Antonia Michaelis                                                                            | für ihre phantastischen Romane, mit denen sie gemäß ihrem Manifest des Sousrealismus ungewöhnliche Einblicke in fremde Weltsichten gewährt. |
| 2012 | Iny Klocke und Elmar Wohlrath                                                                | für ihre farbenprächtigen historisch-phantastischen Romane, mit denen sie unzählige Leser begeistern. |
| 2013 | Eduard Lukschandl                                                                            | für seine Pionierleistung bei der Popularisierung des strategischen Fantasyspiels in Deutschland. |
| 2014 | Helmuth W. Mommers                                                                           | für seine Verdienste als Begründer der Bibliothek Villa Fantastica. |
| 2015 | Dieter Steinseifer                                                                           | für seine Pionierleistung bei der Popularisierung des Fantasy-Rollenspiels in Deutschland. |
| 2016 | Thomas R. P. Mielke und Astrid Ann Jabusch                                                   | für ihre Prosabearbeitung des fantastischen Mittelalter-Versepos' Orlando Furioso von Ludovico Ariosto. |
| 2017 | Uschi Zietsch                                                                                | für dreißig Jahre verlegerische Tätigkeit auf dem Gebiet ansprechend gestalteter, gehobener deutschsprachiger Phantastik. |
| 2018 | Heinz Zwack                                                                                  | für sechzig Jahre Übersetzungstätigkeit im Bereich der Science Fiction und verwandter Gebiete. |
| 2019 | Alfred Vejchar                                                                               | für intergalaktische Aktivitäten als Hyperfan. |
| 2020 | Erik Schreiber                                                                               | für die Förderung deutschsprachiger Autoren als Herausgeber und Rezensent. |
| 2021 | Dieter von Reeken                                                                            | für die Veröffentlichung wichtiger Sekundärliteratur und seltener Primärliteratur aus dem Gebiet der Phantastik. |
| 2022 | Michael Haitel                                                                               | für die Förderung deutscher Science-Fiction-Autoren durch den Verlag p.machinery. |
| 2023 | Kai Meyer                                                                                    | für seine Kreativität, mit der er der deutschsprachigen Phantastik neue Impulse verliehen hat. |